# Албрехт I фон Мансфелд
Албрехт I фон Мансфелд (на немски: Albrecht I (II) von Mansfeld; * ок. 1328; † между 23 август 1361 и 6 април 1362) е граф на Мансфелд.

## Произход
Той е вторият син на граф Гебхард III фон Мансфелд-Кверфурт (ок. 1304 – 1332/1335) и първата му съпруга Луитгарда фон Фалкенщайн (* 1296; † сл. 1360), дъщеря на Фолрад I фон Фалкенщайн († 1312) и Мехтилд фон Арнщайн († сл. 1279). Родителите му са роднини 4. град. Баща му Гебхард III се жени втори път за Матилда фон Шварцбург-Бланкенбург. Брат е на граф Гебхард IV († 1382), Бурхард (францисканец, † сл. 1367), Албрехт фон Мансфелд († 1356), геген-епископ на Халберщат (1345 – 1356) и на Лутруд (ок. 1350 – ок. 1394), омъжена за граф Дитрих VI (VII) фон Хонщайн-Херинген († 1393). Полубрат е на Гюнтер фон Мансфелд (1360 – 1412).

## Фамилия
Първи брак: ок. 1354 г. за графиня Юта фон Шварцбург-Бланкенбург († 30 юни 1361), дъщеря на граф Хайнрих X фон Шварцбург-Бланкенбург († 1338) и Елизабет фон Ваймар-Орламюнде († 1362/1380). Тя е внучка на Хайнрих VII фон Шварцбург-Бланкенбург († 1324). Те имат две дъщери:
- Лутруд († сл. 1394)
- Елизабет († сл. 6 март 1398), омъжена (1391) за граф Хайнрих XVI (VIII) фон Щолберг (1333 – 1403), син на граф Ото I фон Щолберг († 1337/1341)

Втори брак: сл. 1 декември 1358 г. за Хелена фон Шварцбург (* ок. 1342; † 1382), Хайнрих IX (VIII) фон Шварцбург (1300 – 1358) и Хелена фон Шауенбург († 1341). Тя е внучка на граф Гюнтер XII фон Шварцбург († 1308). Те имат една дъщеря:
- Маргарета/Мехтилд († ок. 1387), омъжена I. ок. 21 август 1379 г. за граф Гюнтер XIV (XXIV) фон Кефернбург 'Млади' († 1385/1386), син на граф Георг I фон Кефернбург-Илменау († 1376), II. пр. 1399 г. за Гебхард фон Шраплау-Алслебен († ок. 1410/1415), син на граф Бурхард IX 'Млади' фон Ветин († сл. 1365)

Хелена фон Шварцбург се омъжва втори път сл. 6 април 1362 г. за Гебхард IV фон Кверфурт-Наумбург († 25 ноември 1383), син на Бруно III фон Кверфурт (1280 – 1345/1350/1367).